# Mezőszakadát község
Mezőszakadát község (románul: Comuna Săcădat) község Bihar megyében, Romániában. Központja Mezőszakadát, beosztott falvai Borostelek, Mezőszabolcs.

## Népessége
A 2011-es népszámlálás adatai alapján a község népessége 1910 fő volt.